# Яари, Менахем
Менахем Элиягу Яари (англ. Menahem Eliahu Yaari; ивр. מנחם יערי‎; родился 26 апреля 1935 года, Иерусалим, Израиль) — израильский экономист, президент Открытого университета Израиля и эмерит-профессор экономики Еврейского университета в Иерусалиме.

## Биография
Яари родился 26 апреля 1935 года в Иерусалиме. Военную службу проходил в 1952—1955 годах в бригаде «Нахаль» Армии обороны Израиля.
В 1958 году получил степень бакалавра искусств по экономике и философии в Еврейском университете в Иерусалиме. Покинув Израиль, в 1962 году был удостоен степени доктора философии по экономике и статистики в Стэнфордском университете.
Преподавательскую деятельность начал в качестве ассистента профессора, ассоциированного профессора в 1962—1967 годах в Йельском университете. Был членом исследовательского фонда  Коулза по экономике.
Вернувшись в Израиль, стал преподавать старшим преподавателем в 1967—1969 годах, адъюнкт-профессором в 1969—1971 годах, заведующим кафедры математической экономики имени Шёнбруна в 1971—1973 годах, полным профессором математической экономики в 1971—1998 годах в Еврейском университете в Иерусалиме. Был научным сотрудником в 1976—1977 годах и в 1982—1983 годах, руководителем в 1985—1992 годах Израильского института современных исследований при Еврейском университете в Иерусалиме. В 1992—1997 годах президент Открытого университета Израиля. С 1998 года является эмерит профессором Еврейского университета в Иерусалиме.
Яари продолжает работать в Израильском институте современных исследований с 1998 года, является членом с 1991 года, вице-президентом в 1994—1995 годах, президентом в 2004—2010 годах Израильской академии естественных и гуманитарных наук, членом эконометрического общества с 1969 года, иностранным почётным членом Американской академии искусств и наук с 1988 года, иностранным почётным членом Американской экономической ассоциации с 1993 года, иностранным членом Берлинско-Бранденбургской академии наук с 1997 года, консультантом благотворительного фонда Ротшильдов с 1998 года. Имеет почётную докторскую степень по философии (Honoris causa) от университета Бен-Гурион с 1989 года, членом Нового израильского фонда, членом Американского философского общества с 2008 года.
Яари также был соредактором журнала Econometrica в 1968—1975 годах, членом государственной комиссии М.Шамгара по расследованию массового убийства в Хевроне в 1994 году, был членом и сопредседателем Израильско-палестинской научной организации (IPSO), а в 2000—2001 годах сотрудником Института перспективных исследований в Принстоне.

## Награды
За свои научные достижения был неоднократно отмечен:
- 1987 — Премия Израиля по экономике;
- 1994 — Ротшильдовская премия в области социальных наук;
- 2012 — премия ЭМЕТ в области искусства, науки и культуры.